# SUNDAY FUNDAY!
SUNDAY FUNDAY!（サンデー・ファンデイ）は東海ラジオで2022年4月3日から放送されている、ラジオの情報番組。

## 概要
この番組放送開始時のコンセプトは、リスナーに対して「“オトナの落ち着いた良質な音楽”“気持ちいい音楽”“オトナが楽しめる情報”」を伝えるもので、リスナーそれぞれの生活スタイルに合わせて、楽しむ番組だった。
そして、2022年10月改編より番組名に因み「好きなことをやって楽しむ日曜日」、「聴取者の思い思いの日曜日に寄り添う」、更に「その週末を楽しめない聴取者にもトレンドの情報を共有」、「好きなことをやって楽しむ」情報番組に一新される。

## 放送時間
| 放送期間               | 放送日時               |
| 2022年4月3日 - 9月25日 | 毎週日曜日 10:00-13:55 |
| 2022年10月2日 -        | 毎週日曜日 10:00-14:00 |

## 出演
|   | 出演者   | 放送日                 | 備考 |
| 1 | 南城大輔 | 2022年4月3日 - 9月25日 |      |
| 2 | 川村茉由 | 2022年10月2日 -        |      |